# Brisees
Brisees (en grec antic Βρυσειαί) era una antiga ciutat de Lacònia situada al sud-oest d'Esparta, al peu de les muntanyes de Taíget. Homer la menciona al "Catàleg de les naus" a la Ilíada, com una de les ciutats que van aportar homes sota el comandament de Menelau.
En temps de Pausànias només era un petit llogarret. Menciona el geògraf un magnífic temple de Dionís i diu que s'hi permetia l'entrada a les dones i on se celebraven ritus sagrats. En aquell lloc es va descobrir un plafó de marbre, probablement d'aquest temple, on hi havia representades dues sacerdotesses que portaven diverses classes de roba femenina, i que ara es troba al Museu Britànic.